# Apterostigma luederwaldti
Apterostigma luederwaldti är en myrart som beskrevs av Santschi 1923. Apterostigma luederwaldti ingår i släktet Apterostigma och familjen myror. Inga underarter finns listade.